# Vuvulane
Vuvulane – miasto w Eswatini; w dystrykcie Lubombo; 3 594 mieszkańców (1997). 